# Geranomyia inquisita
Geranomyia inquisita är en tvåvingeart som först beskrevs av Alexander 1942.  Geranomyia inquisita ingår i släktet Geranomyia och familjen småharkrankar. Inga underarter finns listade i Catalogue of Life.